# Verzorgingsplaats Knutsford
Verzorgingsplaats Knutsford is een verzorgingsplaats in Groot-Brittannië aan de M6 tussen de afritten 18 en 19 bij Knutsford in Cheshire.

## Geschiedenis
In 1963 was Knutsford een van de eerste verzorgingsplaatsen aan een autosnelweg in Groot-Brittannië. Voor de verzorgingsplaatsen die, begin jaren 60 van de twintigste eeuw, tegelijk met de M6, de eerste Britse autosnelweg, werden gebouwd, werd gekozen voor brugrestaurants naar Italiaans voorbeeld. Langs de M6 zijn uiteindelijk alleen Charnock Richard, Keel en Knutsford als brugrestaurant uitgevoerd. Het brugrestaurant is een uitzondering gebleven omdat Groot-Brittannië in 1966 van het concept is afgestapt.
De eerste eigenaar, Top Rank, koos voor een brug uit gewapend beton met een "glazen gevel" en nam de verzorgingsplaats in 1963 in gebruik. Destijds waren een zelfbedieningsbuffet, een truckers kantine en een restaurant met bediening, de Cheshire-grill, in de brug gevestigd.
De verzorgingsplaats is tegenwoordig eigendom van Moto en heeft verschillende horeca voorzieningen in de brug. De brug is verbreed en aan de westzijde is naast de brug een motel gebouwd.
De verzorgingsplaats heeft een zeer korte uitvoegstrook, vlak bij de uitvoegstrook naar de A556 voor verkeer in noordelijke richting op de M6. Langzame voertuigen zijn vaak genoodzaakt om met lage snelheden in te voegen op de hoofdrijbaan. De verzorgingsplaats speelde een centrale rol in Rhod Gilbert and the Award-Winning Mince Pie van de komiek Rhod Gilbert.